# Comitatul Princiar Gorizia și Gradisca
Comitatul Princiar Gorizia și Gradisca (în germană Gefürsteten Grafschaft Görz und Gradisca; în italiană Contea Principesca di Gorizia e Gradisca; în slovenă Poknežena grofija Goriška in Gradiščanska) a fost un teritoriu situat în sud-estul Alpilor, care a apărut prin extinderea Comitatului Gorizia în 1747 și a aparținut până în 1918 țărilor coroanei monarhiei habsburgice ca parte a Litoralului austriac. Numele comitatului provine de la cele două orașe mari de pe teritoriul său, Gorizia și Gradisca d'Isonzo care din 1918 aparțin Italiei.
Comitatul se întindea de-a lungul râului Isonzo (în slovenă Soča), de la izvorul lui pe muntele Jalovec în Alpii Iulieni până la Golful Triest lângă orașul Monfalcone. În nord-vest Pasul Predil asigura accesul spre Ducatul Carintia, iar în nord-est munții Mangart, Razor și Triglav marcau granița cu Ducatul Carniola.
La vest munții Kanin și Matajur formau granița cu regiunea Friuli, care până la Tratatul de la Campo Formio din 1797 a făcut parte din Republica Veneția, după 1815 a aparținut Regatului Austriac Lombardia-Veneția și din 1866 Regatului Italiei care fusese reînființat. La sud teritoriul se învecina cu orașul imperial liber Triest și cu Marca de Istria.

## Evoluție istorică

### Provincie a Imperiului Habsburgic
Comitatul Gorizia fusese dobândit de Casa de Habsburg în 1500, când Leonard, ultimul conte de Gorizia din Linia Meinhardină, murise fără a lăsa moștenitori de sex masculin. Suzeranitatea habsburgică a fost întreruptă pentru scurt timp de Republica Venețiană în 1508/1509, înainte ca Gorizia să fie încorporată în Austria Interioară. În 1647 împăratul Ferdinand al III-lea a ridicat orașul Gradisca la rang de  comitat aflat în nemijlocire imperială pentru descendenții prințului Hans Ulrich de Eggenberg. După ce familia Eggenberg a dispărut, Gradisca a fost reunită cu Gorizia în 1754 sub numele de Comitatul Gorizia și Gradisca.
În timpul războaielor napoleoniene, comitatul Gorizia și Gradisca a ajuns sub stăpânire franceză. În 1805 toate teritoriile sale de pe malul drept al râului Isonzo (inclusiv orașul Gradisca d'Isonzo și cele mai vestice suburbii ale Goriziei) au aparținut Regatului napoleonian al Italiei, dar majoritatea teritoriilor sale au rămas parte a Imperiului Austriac până în 1809, când au fost încorporate în provinciile ilirice sub dominația directă a Imperiului Francez.
În 1813 comitatul a reintrat sub dominație austriacă fiind restabilite fostele sale granițe, împreună cu fostele enclave Monfalcone și Grado, care fuseseră sub control venețian înainte de 1797. În 1816 comitatul a fost unit cu Ducatele Carniola și Carintia, orașul imperial liber Trieste și Marca de Istria împreună cu insulele asociate acesteia (Cres, Krk, Lošinj și alte insule mai mici) într-o unitate administrativă mai largă numită Regatul Iliriei, cu capitala la Ljublijana (în germană Laibach). În 1849  a fost dizolvat Regatul Iliriei constituindu-se ceea ce s-a numit Litoralul austriac, care cuprindea comitatul Gorizia și Gradisca, Triest și Istria. În 1861 teritoriul comitatului a dobândit autonomie sub numele de Comitatul Princiar Gorizia și Gradisca, reprezentând o țară a coroanei din Austro-Ungaria. Comitatul avea propriul parlament și se bucura de un grad mare de autoguvernare, deși era supus oficial unui guvernator imperial (Landeshauptmann) care își avea sediul la Triest și exercita supravegherea guvernamentală pe întreg teritoriul Litoralului austriac.

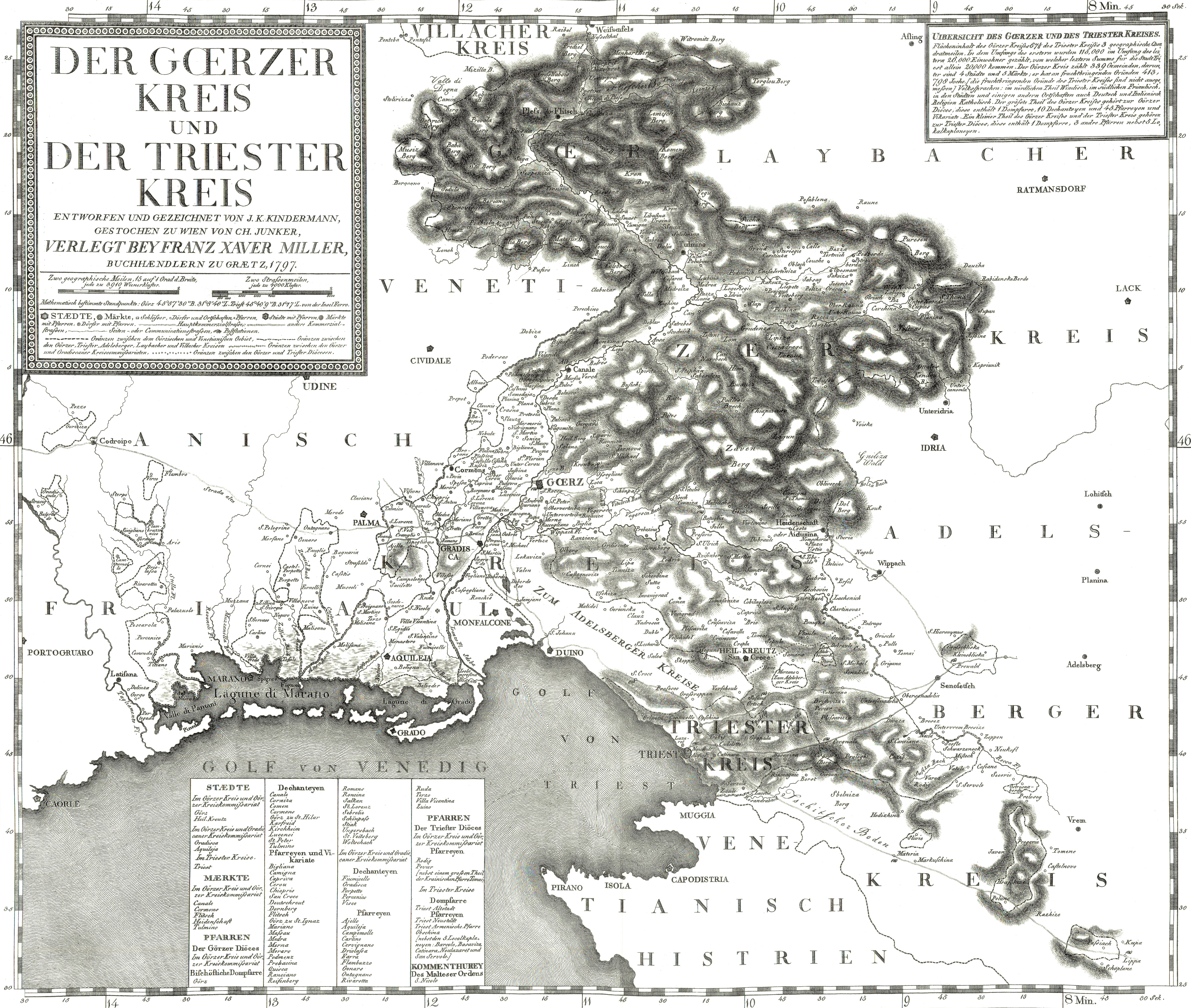
Hartă din secolul al XVIII-lea a districtelor Goriziei din Austria interioară și Trieste

În 1915 Italia a intrat în Primul Război Mondial împotriva Austro-Ungariei. Partea de vest a comitatului a fost devastată de Bătăliile de la Isonzo purtate între cele două armate. Pentru prima dată în istoria sa, în august 1916 Gorizia a fost ocupată de trupele italiene, dar în noiembrie 1917 armata austro-ungară în Bătălia de la Caporetto a forțat armata italiană să se retragă. O mare parte a populației a fost închisă în lagăre civile și aproape jumătate din teritoriul provinciei se afla în ruine.
În primăvara anului 1918 două mari mișcări politice apărute în Gorizia, cereau o autonomie mai mare în cadrul unei monarhii habsburgice federalizate. Slovenii cereau unirea cu alte populații de slavi sudici într-un stat suveran iugoslav, în timp ce friulanii cereau autonomie specială pentru partea vestică a regiunii, unde ei erau majoritari. Între cele două mișcări nu au avut loc confruntări, deoarece ele nu pretindeau aceleași teritorii. Singura problemă deschisă era orașul Gorizia, revendicat atât de sloveni, cât și de friulani. O mișcare clandestină, cunoscută sub numele de Italia irredenta (Italia iredentistă), cerea unirea Goriziei cu Italia. După dizolvarea Austro-Ungariei la sfârșitul lunii octombrie 1918, a urmat o scurtă perioadă interimară în timpul căreia nicio mișcare nu a putut să-și impună autoritatea. În noiembrie 1918 întregul teritoriu al comitatului a fost ocupat de armata italiană care a suprimat toate mișcările politice ce se împotriveau pretențiilor ei asupra regiunii.

### Regiune de frontieră a Italiei
Comitatul a fost oficial desființat în noiembrie 1918, iar teritoriul lui a fost inclus în regiunea administrativă provizorie numită Veneția Iuliană (sau Craina Iuliană). Odată cu Tratatul de la Saint Germain-en-Laye din 1920, întreg teritoriul comitatului a devenit parte integrantă a Regatului Italiei. Politica habsburgică de favorizare a autonomiilor locale a fost înlocuită de un centralism strict. S-a înființat Provincia Gorizia, care se bucura de foarte puțină autoguvernare în comparație cu vechiul comitat. Granițele noii provincii au fost parțial modificate. Noua provincie includea unele zone din fostul ducat austriac Carniola care au fost atribuite Italiei prin tratatul de pace din 1920 (districtele Idrija, Vipava și Šturje). Pe de altă parte, cea mai mare parte a teritoriului din regiunea podișului Karst, care aparținuse comitatului Gorizia și Gradisca, a fost încorporat în provincia Triest, în timp ce districtul Cervignano a fost inclus în provincia Udine.
În 1924 provincia Gorizia a fost desființată, iar teritoriul său a fost încorporat în provincia Friuli, cu capitala la Udine, cu excepția districtului administrativ Monfalcone și a orașului Grado care au devenit parte a provinciei Trieste. În 1927 provincia Gorizia a fost recreată cu aproximativ același teritoriu, fără districtul Cervignano del Friuli, care a rămas al provinciei Udine, iar Monfalcone și Grado au rămas parte a provinciei Triest. Odată cu instaurarea regimului fascist italian, a început o italienizare violentă a zonei. Această politică a fost realizată în trei etape: întâi a avut loc italienizarea administrației publice, slovena și germana pierzându-și statutul anterior de limbi oficiale; în cea de-a doua etapă întregul învățământ (atât cel public, cât și cel privat) a fost italienizat și orice existență publică remarcabilă vizual a slovenilor și germanilor a fost interzisă; ultima etapă a inclus schimbarea numelor satelor, interdicția de a folosi în public altă limbă în loc de italiană, interdicția de a da nume slave copiilor, schimbarea forțată a numelor de familie slovene etc. Această politică a fost însoțită de persecuții și intimidări politice. Până în 1927 toate organizațiile slovene au fost scoase în afara legii, inclusiv toate mijloacele mass-media, editurile, asociațiile culturale, precum și companiile financiare și economice deținute de organizații slovene. Majoritatea intelectualilor sloveni și a profesioniștilor liberi au fost forțați să părăsească regiunea, mulți dintre ei s-au stabilit în Regatul Iugoslaviei sau au emigrat.
Între 1927 și 1943 provincia Gorizia a fost o entitate administrativ-teritorială a regimului fascist, condusă de un prefect numit de guvern și de ierarhia fascistă locală. Toată autonomia municipală a fost desființată și au fost înlocuiți primarii aleși. Toată activitatea politică în afara regimului stabilit a devenit imposibilă și majoritatea instituțiilor societății civile, cel puțin cele slovene, au fost dispărut.

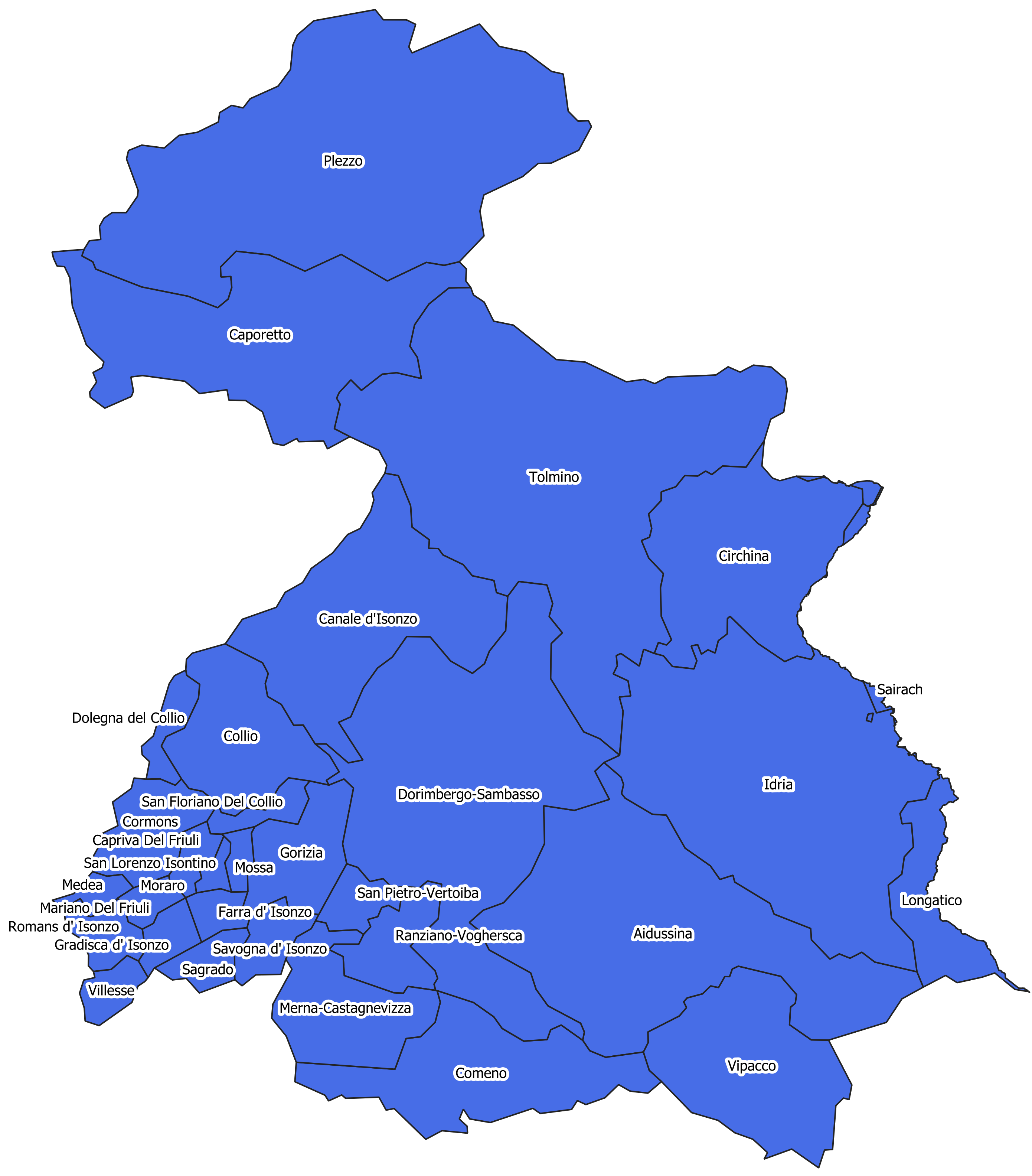
Provincia Gorizia în perioada 1927-1943 (frontierele ilustrate nu coincid cu cele actuale, fiind folosite frontierele administrative curente)

În 1927 a apărut prima organizație militantă antifascistă cunoscută sub numele de TIGR (Organizația Revoluționară din Craina Iuliană), fondată de locuitorii sloveni (în mare parte tineri de orientare liberală, naționalistă și social-democrată) care a organizat mai multe atacuri împotriva personalului militar și administrativ italian. Acesta a dus la exacerbarea situației din regiune, mai multe personalități culturale și politice slovene fiind întemnițate, exilate sau ucise.

### Al Doilea Război Mondial și divizarea postbelică

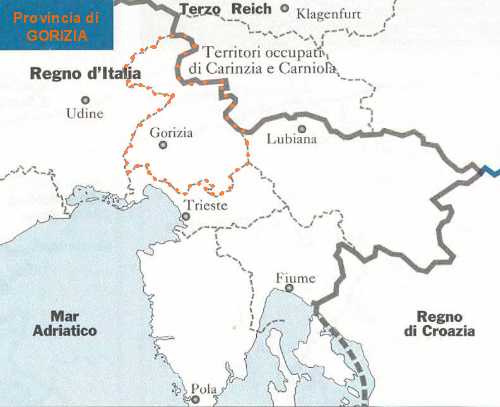
Provincia Gorizia din Zona Operațională Coasta Adriatică (1943–1945)

În 1941 când puterile Axei au invadat Iugoslavia, situația s-a înrăutățit. În 1942 rezistența iugoslavă a pătruns în regiunea învecinată provinciei Ljubljana. Au avut loc mai multe ciocniri importante între rezistența iugoslavă și armata italiană. După armistițiul dintre Italia și forțele armate Aliate din septembrie 1943, Germania nazistă a ocupat regiunea, încorporând-o în Zona Operațională Coasta Adriatică, condusă de Friedrich Rainer. 
Deja în septembrie 1943, mari porțiuni din regiune au fost trecut sub controlul Frontului de Eliberare al Poporului Sloven condus de comuniști, care a stabilit câteva baze importante în zonă, inclusiv faimosul Spital Partizan Franja. Au avut loc frecvente confruntări între rezistența condusă de comuniști și naziști. Curând autoritățile germane au adoptat o abordare pragmatică privind populația locală slovenă: utilizarea publică a limbii slovene a fost din nou permisă. Miliția colaboraționistă anticomunistă numită Garda Internă slovenă a primit și ea permisiunea de a înființa unele unități în zonă, dar au avut puțin succes în recrutarea localnicilor. În același timp celule comuniste din cadrul mișcării de rezistență, au comis asasinate cu motivație politică. Printre victime s-au numărat mai mulți preoți romano-catolici și antifasciști opozanți ai ideologiei comuniste. 
După sfârșitul celui de-al Doilea Război Mondial în 1945 armata populară iugoslavă a eliberat aproape întreaga regiune, dar a fost forțată să se retragă din regiunea vestică. În cele patruzeci de zile de ocupație iugoslavă mii de italieni au fost arestați de autoritățile comuniste - majoritatea au fost eliberați, dar câteva sute dintre ei au pierit în masacrele de la Foibe.
Timp de doi ani Gorizia și Gradisca au fost disputate de Italia și Republica Socialistă Federală Iugoslavia. În septembrie 1947 regiunea a fost în cele din urmă împărțită între cele două țări: Iugoslavia a obținut cea mai mare parte a teritoriului rural din zona estică, în timp ce toate teritoriile vestice și orașul Gorizia au revenit Italiei. O mică parte din regiunea carstică dintre Triest și Duino a fost încorporată în teritoriul liber administrat de aliații din Triest (devenit apoi parte a Italiei în 1954).
Gorizia și Gradisca au încetat astfel să mai existe ca regiune istorică unificată. Partea iugoslavă a aparținut Republicii Socialiste Slovenia: cea mai mare parte a teritoriului său a fost inclusă în regiunea Goriška, cu excepția Podișului Carstic. Un nou centru urban numit Nova Gorica („Noua Gorizia”) a fost construit între sfârșitul anilor 1940 și începutul anilor 1950. Partea italiană a revenit regiunii autonome Friuli-Venezia Giulia.

## Populație
Grupuri de populație conform recensămintelor austro-ungare:
|          | 1880              | 1890              | 1900              | 1910              |
| -------- | ----------------- | ----------------- | ----------------- | ----------------- |
| sloveni  | 129 857 (61,52 %) | 135 020 (61,29 %) | 140 582 (60,36 %) | 154 564 (59,28 %) |
| italieni | 73 425 (34,78 %)  | 76 514 ( 34,73 %) | 81 136 (34,84 %)  | 90 119 (34,57 %)  |
| germani  | 2 659 (1,26 %)    | 2 195 (0,99 %)    | 3 498 (1,50 %)    | 4 486 (1,72 %)    |
| total    | 211 084           | 220 308           | 232 897           | 260 721           |

Populația era preponderent catolică. Componența la recensământul din 1900 a fost următoarea:
- romano-catolici: 232.139 (99,67 %)
- evanghelici: 354 (0,16 %)
- ortodocși: 59 (0,03 %)
- israeliți: 295 (0,13 %)

## Subdiviziuni
Comitatul a fost împărțit în cinci districte administrative sau „politice” care au fost la rândul lor subdivizate în districte jurisdicționale. Orașul Gorizia avea statut de district administrativ.

### Districte administrative
- orașul Gorizia
- districtul Gorizia
- districtul Gradisca
- districtul Monfalcone
- districtul Sesana
- districtul Tolmin

### Districte jurisdicționale
- Cervignano
- Comen
- Cormons
- Bovec
- Gradisca
- Gorizia
- Ajdovščina
- Kanal
- Kobarid
- Cerkno
- Monfalcone
- Sesana
- Tolmin